# Histereza
Histereza – zjawisko zależności aktualnego stanu układu od stanów w poprzedzających chwilach. Inaczej – opóźnienie w reakcji na czynnik zewnętrzny. Zjawisko odkrył i nazwał James Alfred Ewing w roku 1890. Ponadto termin ten został zapożyczony przez nauki społeczne.
Najbardziej znane przypadki histerezy występują w materiałach magnetycznych, głównie w ferromagnetycznych, gdzie namagnesowanie następuje dopiero po pewnym wzroście zewnętrznego pola magnetycznego. Histereza występuje także w układach mechanicznych (materiały elastyczne, mięśnie) oraz w procesie adsorpcji.
Na wykresie dwóch zależnych od siebie wielkości, zjawisko histerezy ukazuje się najczęściej jako pętla. W przypadku braku histerezy wykres jest pojedynczym łukiem krzywej (w szczególności odcinkiem dla materiałów liniowych).
Tzw. histereza kapilarna dotyczy izoterm adsorpcji na materiałach porowatych posiadających pory w kształcie otwartych obustronnie cylindrów lub butelek i oznacza inny przebieg adsorpcji (przy podwyższaniu ciśnienia adsorbatu) i desorpcji (przy obniżaniu ciśnienia). Zjawisko to jest wykorzystywane m.in. do badania struktury porowatych ciał stałych.

## Histereza magnetyczna

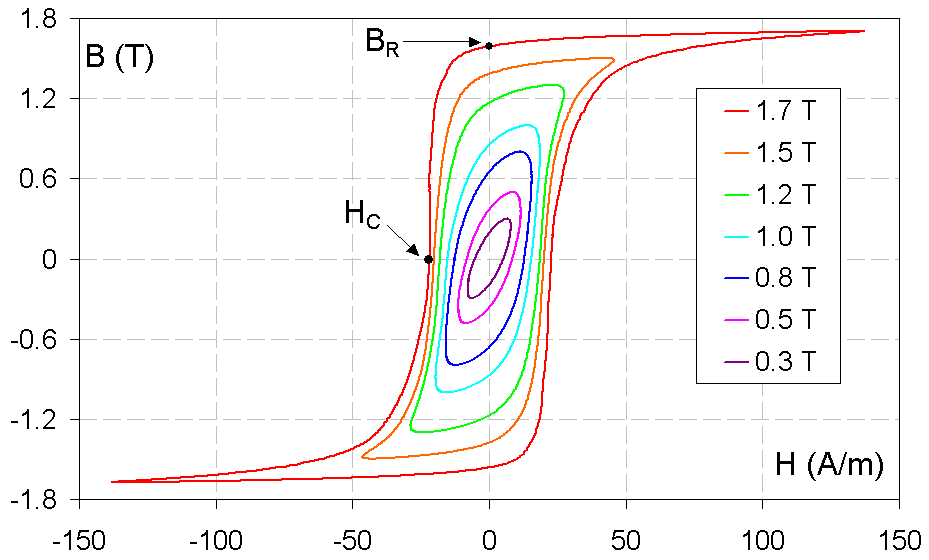
Rodzina pętli histerezy B=f(H) dla orientowanej blachy elektrotechnicznej, na wykresie zaznaczono remanencję B_{R}

W urządzeniach, w których następuje wielokrotne magnesowanie (np. rdzenie transformatorów), histereza postrzegana jest jako problem, ponieważ jej pole powierzchni jest proporcjonalne do strat energii podczas jednego cyklu przemagnesowania. W takich sytuacjach, poprzez odpowiedni skład chemiczny, obróbkę plastyczną i obróbkę termiczną dąży się do minimalizacji jej powierzchni. Najlepsze materiały magnetycznie miękkie mogą posiadać koercję nawet mniejszą niż 0,1 A/m (np. kobaltowa amorficzna taśma magnetyczna).
Substancje wykazujące histerezę (materiały magnetycznie półtwarde) są wykorzystywane do zapisu informacji w twardych dyskach, dyskietkach, taśmach magnetycznych, kartach kredytowych itp. Po namagnesowaniu fragmentu materiału półtwardego i usunięciu pola magnesującego materiał taki pozostaje namagnesowany. Namagnesowanie to jest zależne (prawie proporcjonalnie) od natężenia pola magnesującego, co jest wykorzystywane w analogowych systemach zapisu dźwięku i obrazu. W systemach cyfrowych magnesuje się ferromagnetyk do nasycenia, zmiana stanu na przeciwny oznacza zmianę sygnału. Sygnał koduje się zazwyczaj czasem między kolejnymi przemagnesowaniami.
W materiałach magnetycznie półtwardych powierzchnia pętli histerezy jest optymalizowana jako kompromis pomiędzy ilością energii zgromadzonej w magnetyku a łatwością jego przemagnesowania (łatwością odczytu/zapisu informacji). Wartości stosowanych koercji materiałów magnetycznie półtwardych są pośrednie pomiędzy materiałami miękkimi i twardymi (jednak bardziej w kierunku materiałów twardych – stąd też nazwa półtwarde).
W materiałach magnetycznie twardych (czyli w magnesach trwałych) parametrem najważniejszym jest ilość zgromadzonej energii magnetycznej, toteż dąży się do osiągnięcia maksymalnej szerokość pętli histerezy. Parametrem charakterystycznym każdego magnesu jest wartość (B·H)max, którą wylicza się jako wartość maksymalną iloczynu BH z fragmentu histerezy leżącego w drugiej ćwiartce układu osi współrzędnych (tzw. krzywa odmagnesowania). W najnowszych materiałach magnetycznie twardych wartość koercji może osiągać nawet powyżej 20 MA/m.

## Histereza kąta zwilżania
Kąt zwilżania cieczy postępującej wzdłuż powierzchni przekracza wartość kąta zwilżania cieczy cofającej się na tej powierzchni. Efekt ten można zauważyć poprzez obserwację kropel na szybie okiennej lub powierzchniach pochyłych. Różnica tych kątów nazywana jest histerezą kąta zwilżania, która potrafi być całkiem duża, aż do 50° dla wody na powierzchniach minerałów. Efekt ten ma duże znaczenie w procesach nakładania powłok.
Histereza jest ogólnie przypisywana powierzchniom chropowatym, niejednorodnym, zanieczyszczeniom roztworu adsorbującymi się na powierzchni, pęcznieniu, reorganizacji lub zmianie powierzchni przez rozpuszczalnik. Miejscowe nachylenie chropowatej powierzchni lub miejscowe różnice w energiach międzyfazowych na powierzchniach niejednorodnych mogą powodować różnice kąta zwilżania. Nie jest do końca pewne, jak w innych zjawiskach histeretycznych (jak w magnetyzmie), czy histereza kąta zwilżania może zostać opisana poprzez nieodwracalne przejścia lub „skoki” pomiędzy domenami stanów równowagowych.

## Histereza przemiany fazowej ciało stałe-ciecz
Histereza występuje w przemianach fazowych kiedy temperatury topnienia i krzepnięcia są różne. Na przykład, agar topi się w temperaturze ok. 85 °C, a krzepnie w zakresie od 32 do 40 °C. Oznacza to, że agar stopiony przy temperaturze 85 °C pozostaje w stanie ciekłym do temperatury 40 °C. Stąd też od temperatury 40 do 85 °C, zależnie od stanu wyjściowego, agar może być w postaci ciekłej lub stałej.

## Histereza sprężysta
Histereza sprężysta – wykres w kształcie pętli zależności odkształcenia ciała stałego od naprężenia; przejaw tarcia wewnętrznego i rozpraszania energii na skutek rozciągania i ściskania sprężystego ciała stałego w nie w pełni odwracalnym procesie.

## Alternatywne stany stabilne
W ekologii efekt histerezy występuje przy przechodzeniu między dwoma stanami ekosystemu określanymi jako alternatywne stany stabilne. Przykładem jest stan ekologiczny żyznych jezior (mezotroficznych i eutroficznych), zwłaszcza płytkich. Przy umiarkowanej żyzności na roślinność takich jezior składają się głównie makrofity, utrudniając uwalnianie biogenów z osadów do toni wodnej, przez co biomasa fitoplanktonu jest umiarkowana, a woda przezroczysta. Przy wzroście żyzności albo zaburzeniu struktury zbiorowisk makrofitów, ilość biogenów w toni wodnej wzrasta, przez co zwiększa się udział fitoplanktonu i mętność wody, co – zacieniając dno – utrudnia rozwój makrofitów. Po przejściu ze stanu czystej wody (dominacja makrofitów) do stanu mętnej wody (dominacja fitoplanktonu) obniżenie żyzności nie powoduje automatycznego powrotu do stanu poprzedniego. Następuje to dopiero po znacznym obniżeniu żyzności, a proces przechodzenia między oboma stanami wyrażony jest krzywą histerezy.

## Histereza poza naukami przyrodniczymi
Termin histereza został z nauk przyrodniczych zapożyczony także do nauk społecznych. Stąd wziął się makroekonomiczne pojęcie histerezy na rynku pracy – odnoszące się do wpływu zjawisk występujących w przeszłości na długookresową równowagę rynku pracy.